# پترییه
پترییه (به صربی: Petrilje) یک منطقهٔ مسکونی در صربستان است که در مدوجا واقع شده‌است. پترییه ۶۳ نفر جمعیت دارد.